# FastTracker
FastTracker ist ein Tracker für MS-DOS von der Demo-Crew Triton, die 1998 die Starbreeze Studios gründeten.
In den 1990er Jahren war er einer der verbreitetsten Tracker und einer der wenigen, die grafisch ausgelegt waren.

## Geschichte

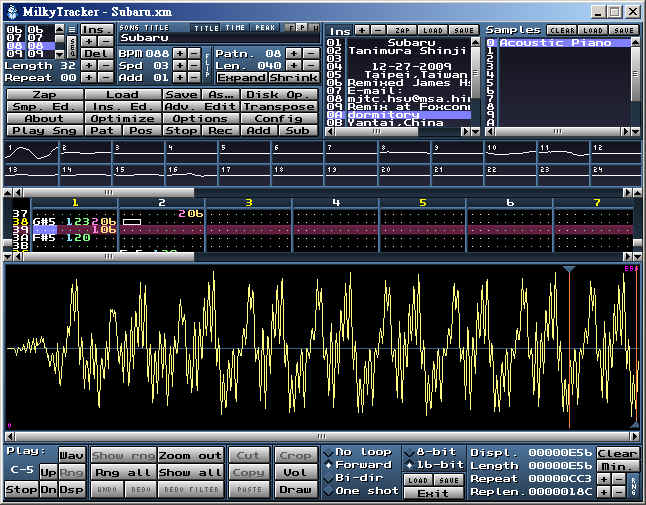
Milky Tracker als repräsentativer Fast Tracker Klon/Nachfolger:
oben: allgemeine Musikstückeigenschaften, Sample-Liste, Pattern-Liste
Mitte: Befehlsliste für die Kanäle (entlang der Zeile) und den Zeitverlauf (entlang der Spalten), der rote Balkencursor markiert den aktuellen Zeitpunkt
Mitte-unten: Samplekurve
ganz-unten: Sample Befehle

Der erste FastTracker war ein Protracker-Clone für DOS.
Die Demo-Crew Triton hatte sich 1995 dazu entschlossen, einen eigenen Tracker herauszugeben, nachdem sie 1992 mit Crystal Dream und ein Jahr später mit Crystal Dream 2 die Hitparaden der Demoszene gestürmt und mehrere Wettbewerbe gewonnen hatten.
FastTracker wurde zunächst als Shareware vertrieben, Version 2 (Fasttracker II, FT2) wurde dann als Freeware veröffentlicht. Der FastTracker II war zu seiner Zeit ein „revolutionärer“ Tracker. Die Programmierer wollten ihn entwickeln, um Ordnung in die PC-Musiker-Szene zu bringen. So wurden nicht noch mehr Effekte entwickelt, sondern Instrumente hinzugefügt, die zum Beispiel die Velocity-Kurve eines Samples ändern können.
Er führte dazu ein neues Dateiformat, das XM-Format („EXtended Module“) ein. Das alte Mod-Dateiformat von Protracker war auf die Fähigkeiten des Amiga-Soundchips Paula mit vier physischen Ausgabekanälen (Hardware-Mixing/Resampling) abgestimmt und ließ nicht genügend Freiraum. Fasttracker II hingegen konnte mit seinem Format dank frei programmierbarem Software-Mixer/Sampler bzw. auch der „Gravis Ultrasound“-Karte wesentlich mehr Möglichkeiten bieten.
Später wurde das XM-Format von der Galaxy Sound Engine unterstützt, so dass XM-Dateien Teil der Computerspiele Unreal und Deus Ex wurden.
Mitte bis Ende der 1990er erreichte der Tracker und das dazugehörige XM-Format eine große Verbreitung. Er findet weiterhin Anwendung und hat viele der späteren Tracker stark beeinflusst (z. B. Skale Tracker, Renoise, MadTracker 2 und den Milky Tracker).
Die Entwickler des Fasttracker gründeten 1998 die späteren Starbreeze Studios.

## Technische Daten

### Fasttracker II
Es stehen bis zu 32 Kanäle zur Verfügung, auf denen Samples abgespielt werden können. Bis zu 128 Instrumente sind möglich, von denen jedes bis zu 16 Samples enthalten kann, die verschiedenen Tonhöhen-Bereichen zugeordnet werden können. Jedes Sample kann in Halbton- bzw. 1/128-Halbtonschritten „gestimmt“ werden, enthält eine Panning-Einstellung. Dem Instrument kann zudem optional eine Hüllkurve für die Lautstärke sowie eine Panning-Verlaufskurve zugeordnet werden. Die Länge jedes einzelnen Patterns ist variabel und umfasst bis zu 256 Zeilen.
FT2 ist bis auf wenige Ungenauigkeiten zu Protracker kompatibel. Alte MODs können also importiert und weiterbearbeitet werden. Eine dieser Ungenauigkeiten ist dabei die Standard-C-4-Frequenz, d. h. die Samplingrate, mit der standardmäßig ein mittleres C wiedergegeben wird. Betrug sie bei Protracker 8287 + (59/428) Hz für PAL- bzw. 8363 + (181/428) Hz für NTSC-Amigas, so beträgt sie bei Fasttracker nun genau 8363 Hz. Somit erklingen alte MODs in leicht veränderter Tonlage.
FT2 „erbt“ von Protracker sämtliche Effektbefehle und definiert einige zusätzliche (z. B. „Setze die globale Lautstärke“). Da FT2 aber standardmäßig intern ein einfacheres Frequenzmodell (1/64 Halbtonschritte statt Periodendauer) verwendet, sind einige der alten Effekte in ihrer Bedeutung leicht umdefiniert. Dies lässt sich jedoch durch einen entsprechenden Schalter umstellen. FT2 verfügt im Editor über eine zusätzliche Effekt-Spalte pro Kanal – die sogenannte „Lautstärke-Spalte“. Sie hat eine völlig veränderte Syntax und dient vor allem zur Einstellung der Lautstärke. Wohl aufgrund nachlässiger Programmierung verhalten sich viele Effekte unerwartet, auch im Vergleich zu ihren Protracker-Pendanten. So führt zum Beispiel die Kombination mancher Effekte in beiden Effektspalten (z. B. Retrigger mit Lautstärke-Befehl) zu unerwarteten Ergebnissen. Weitere Beispiele sind der berüchtigte „E60-Bug“ und die Kombination von Arpeggio und Geschwindigkeit, welche so vermutlich nicht beabsichtigt war.
FT2 kann die fertigen Musikstücke als WAV-Datei exportieren. Dies war seinerzeit noch unüblich.

## Andere „Fasttracker“
- Es gibt auch ein Windows-Programm namens Fasttracker 3. Dieses wurde aber von anderen Programmierern geschrieben und ist somit kein offizieller Nachfolger. Es erreichte auch nur Beta-Status und wird nicht mehr weiterentwickelt.[8] Aus diesem ging jedoch der Skale Tracker hervor.
- Sowohl für Windows, PDAs und auch Linux gibt es den freien MilkyTracker.[9] Dieses Programm hat den Anspruch, nahezu 100 Prozent kompatibel zum Fasttracker zu sein.

Es gibt einige Klone oder vom Fasttracker II inspirierte Programme, z. B. den freien SoundTracker. Für eine Übersicht siehe auch die Liste von Trackern.